# Jano (calciatore 1986)
Alejandro Velasco Farinas, meglio noto come Jano (Madrid, 23 dicembre 1986), è un ex calciatore spagnolo, di ruolo centrocampista.

## Caratteristiche tecniche
È un mediano.